# Liste der Monuments historiques in Guéreins
Die Liste der Monuments historiques in Guéreins führt die Monuments historiques in der französischen Gemeinde Guéreins auf.

## Liste der Bauwerke
| Bezeichnung | Beschreibung                      | Standort                  | Kennzeichnung | Schutzstatus | Datum     | Bild           |
| ----------- | --------------------------------- | ------------------------- | ------------- | ------------ | --------- | -------------- |
| Poststation | Erbaut im 17. und 19. Jahrhundert | 117, rue du Centre (Lage) | PA00116410    | Inscrit      | 1981 2016 | weitere Bilder |